# Hemerotrecha jacintoana
Hemerotrecha jacintoana es una especie de arácnido  del orden Solifugae de la familia Eremobatidae.

## Distribución geográfica
Se encuentra en California y Nevada en (Estados Unidos).